# Друга ліга Росії з футболу
Друга ліга Росії з футболу (рос. Вторая лига России по футболу) — футбольна ліга в Росії, третя (дивізіон «А») та четверта (дивізіон «Б») за силою після Прем'єр-ліги та Першої ліги. Змагання ліги проводяться під патронатом ФНЛ.

## Історія
З 1992 по 1997 рік турнір носив назву Друга ліга, в 1998—2013 роках — Другий дивізіон, з сезону 2013/14 — Першість ПФЛ. У 2022 році турніру повернуто назву Друга ліга.
З 1992 по 2010 рік і з сезону 2013/14 змагання організовувалось Професіональною футбольною лігою, в 2011—2013 роках — ДПФ РФС. З сезону 2021/22 організатором турніру є Футбольна національна ліга.
З 2003 року Другий дивізіон розділено за географічним принципом на 5 зон (з сезону 2016/17 — «груп»): «Захід», «Центр», «Південь», «Урал-Поволжя» (з сезону 2016/17 — «Урал-Приволжжя») та «Схід».
З сезону 2020/21 першість скоротили до 4-х груп. Зона «Схід» була розформована, а клуби, які раніше грали в ній, додали в групи «Захід», «Центр» і «Урал-Приволжжя».
З сезону 2023/24 ліга розділена на дивізіони «А» та «Б».